# Alan Kirkman
Alan John Kirkman là một cầu thủ bóng đá người Anh, thi đấu ở vị trí tiền đạo ở Football League cho Manchester City, Rotherham United, Newcastle United, Scunthorpe United, Torquay United và Workington.